# Cá Sấu (tạp chí)
Cá Sấu (tiếng Nga: Крокодил) là nhãn hiệu một tạp chí trào phúng diễn họa văn chương mĩ thuật tại Liên Xô và kế tục bởi Nga, tồn tại từ 1922 tới nay.

## Ý nghĩa
Cái tên Cá Sấu (Крокодил) do một kí giả trẻ tên Sergey Gessen sáng tạo ra, ý tưởng này được tổng biên tập Konstantin Yeremeyev hết sức tán thành. Kể từ khi thành lập đến nay, tạp chí duy trì biểu tượng chàng cá sấu da đỏ cầm cây chĩa. Màu đỏ ban đầu chỉ xuất hiện do lối ấn loát bìa báo phổ biến đương thời, sau chuyển hóa thành giai cấp vô sản hoặc tinh thần vô sản kiến thiết hình thái xã hội mới. Chú cá sấu cầm một dụng cụ lao động thông thường để chống lại những thói hư tật xấu còn đầy rẫy trong cuộc sống, đôi khi còn ngậm tẩu như là cười khẩy vào những tệ nạn xã hội.

## Lịch sử

### Liên Xô
Năm 1922, Cần Lao nhật báo được thành lập như là tiếng nói của giai cấp cần lao và đảng Bolshevik. Đi kèm mảng chính luận thường có phần phụ lục xen giữa hoặc cuối báo nhằm tăng tính hấp dẫn cho ấn phẩm. Sau đó, các họa sĩ trong ban trị sự quyết định tách thành tạp chí riêng, phát hành ba lần mỗi tháng, gọi là Cá Sấu tạp chí.
Từ khi ra đời, Cá Sấu vượt hẳn khỏi chức năng giải trí để trở thành cơ quan ngôn luận hi hữu tại Liên Xô dám đả kích kịch liệt vào mọi giới trong xã hội, kể cả quốc tế. Tuy nhiên, do lo ngại vấn đề kiểm duyệt, ban biên tập cũng khéo tránh va chạm với giới chức thượng tầng. Kể từ năm 1933, sau khi nhiều tờ báo có xu hướng ngôn luận vượt quy định bị buộc đình bản, Cá Sấu chính thức là báo trào phúng công khai duy nhất tại Liên bang Soviet, và tình thế này kéo dài tới thời cải tổ.
Phương pháp trào phúng của Cá Sấu khiến độc giả phải tái mặt khi cầm tờ báo. Trong nhiều thập niên, các kí giả và họa sĩ tạo ra một tờ báo giá cực rẻ với những ngôn từ và bức họa kích động rất cao, hòng trị dứt những "sâu bệnh" trong cuộc sống thường nhật.

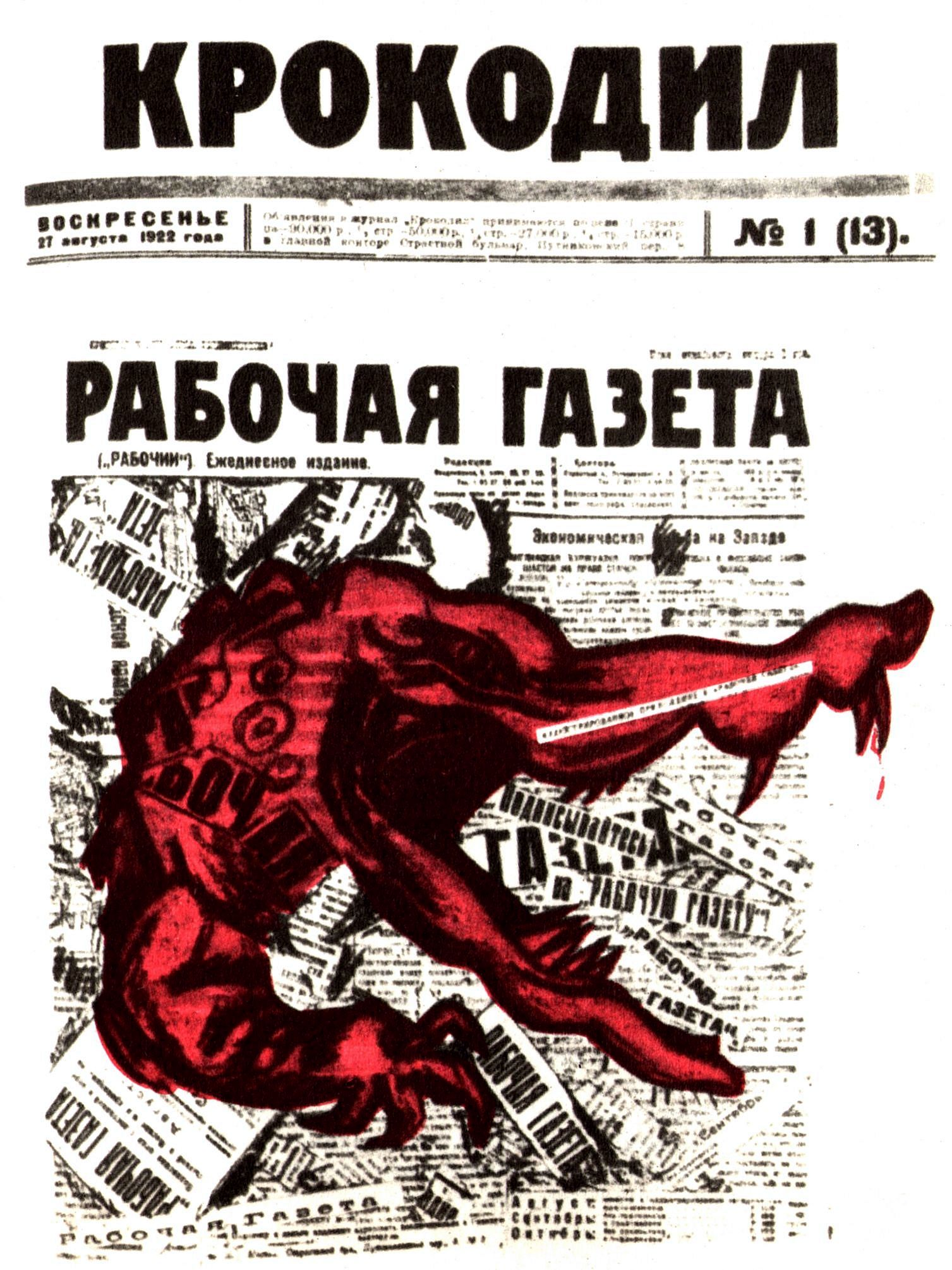
Ấn bản ngày 27 tháng 08 năm 1922 do họa sĩ Ivan Malyutin thiết kế.
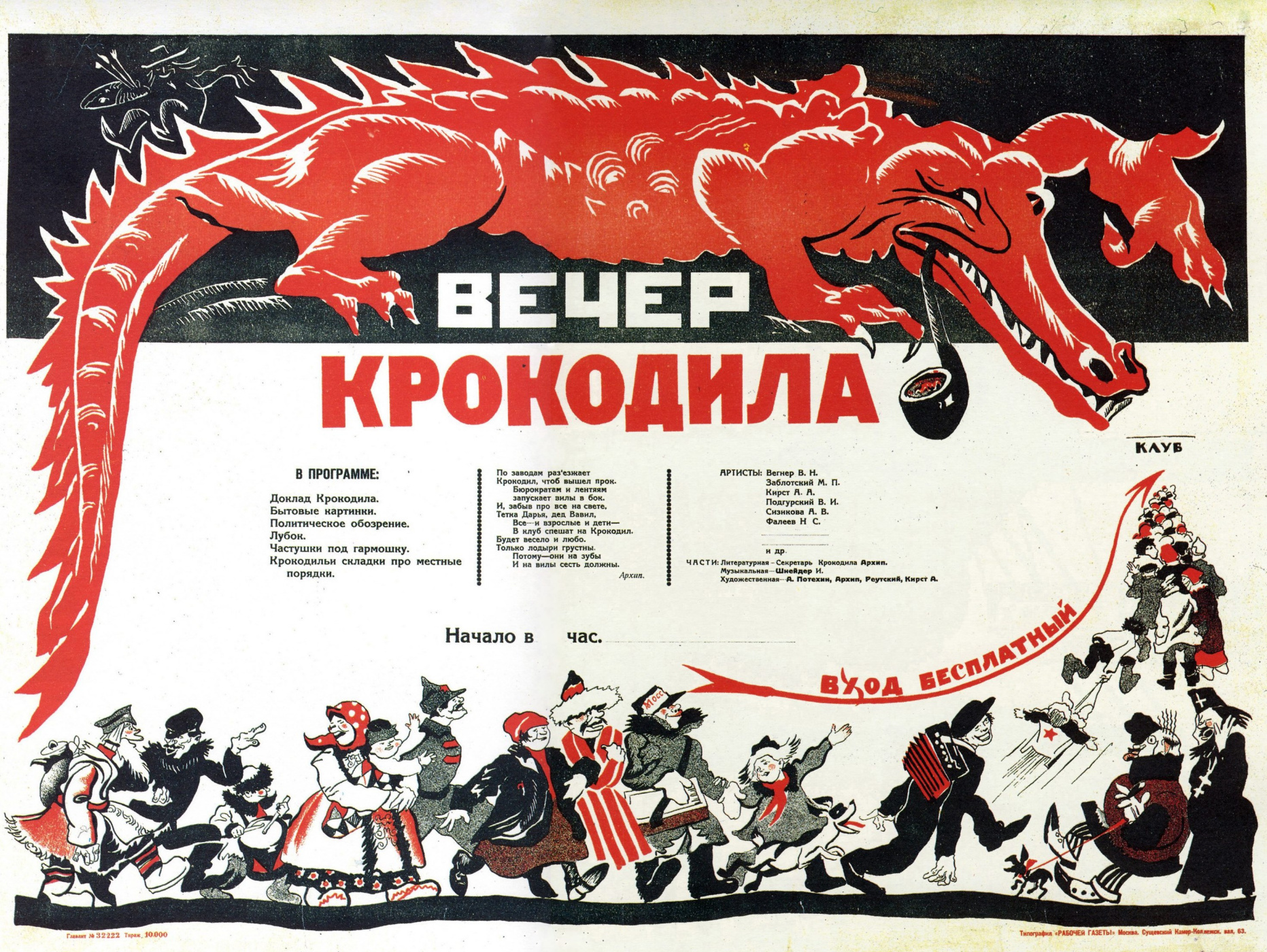
Một ấn bản năm 1925
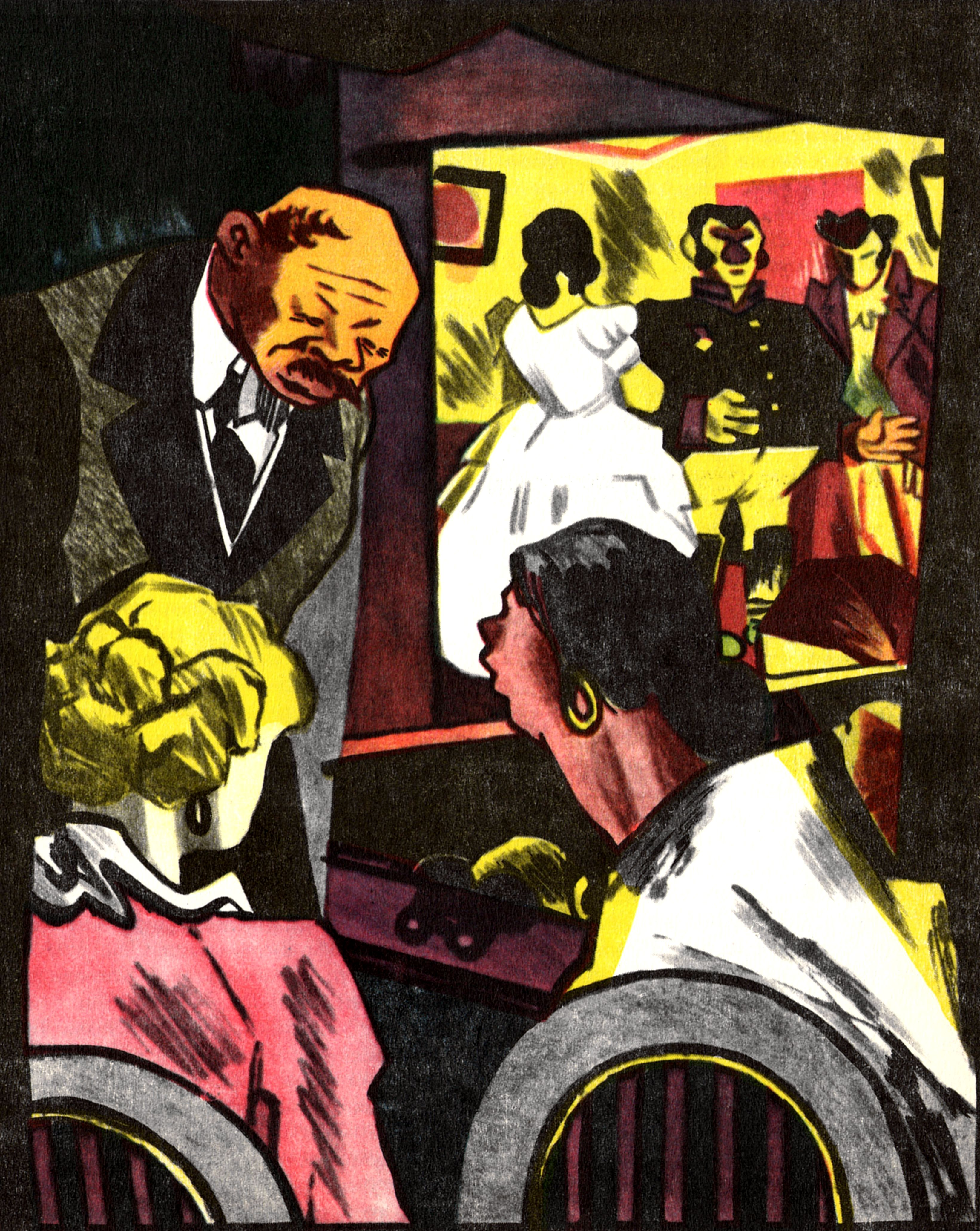
Diễn họa Quan khâm sai năm 1926 của Ivan Malyutin
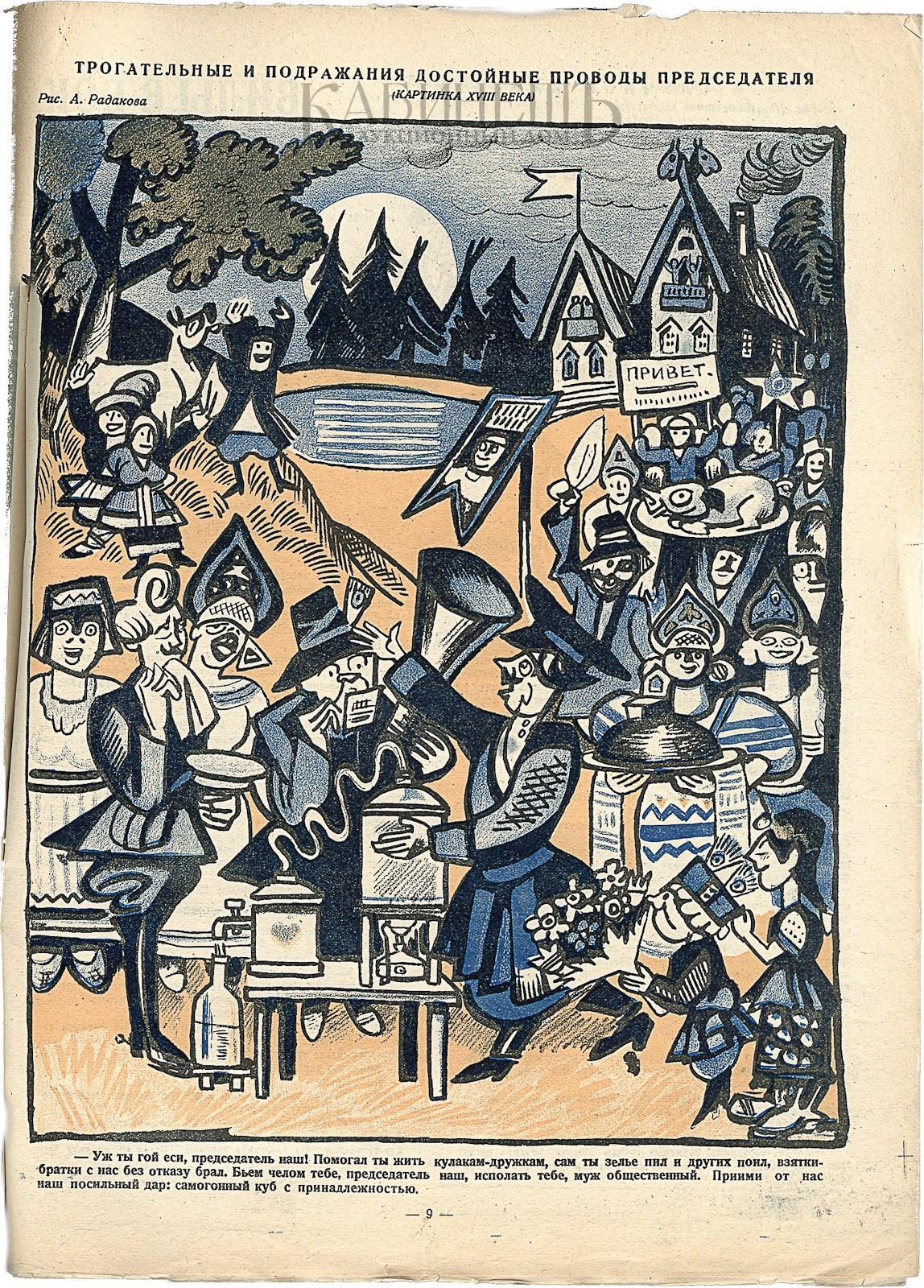
Bìa một số báo năm 1926
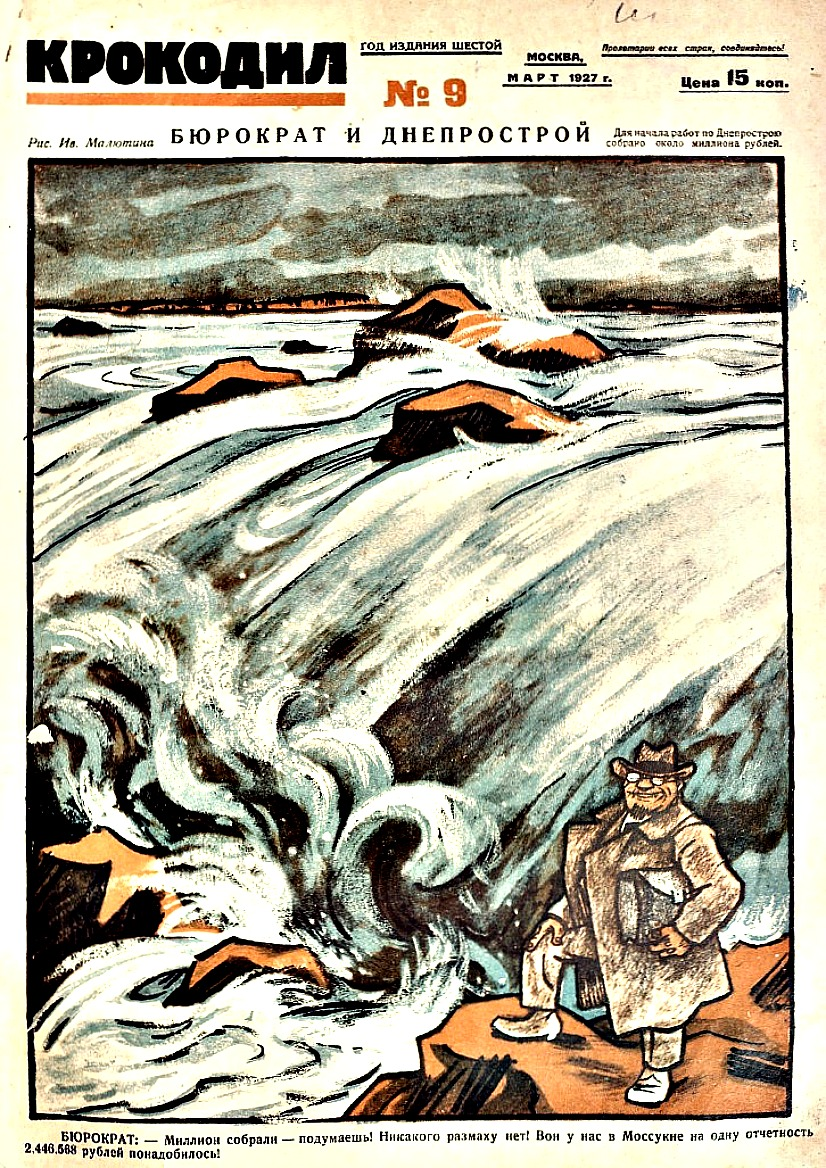
Bìa một số báo năm 1927

Trong thời kì Stalin, nhiều thành viên Cá Sấu bị NKVD thẩm vấn vì những bài đăng có dấu hiệu bất hợp pháp hoặc cá nhân kí giả có liên đới các hoạt động phản cách mạng, mà thường vì can hệ phe Trotsky. Vì vậy, dù chưa tới mức phải giải thể, nhưng để chấn chỉnh, Cục tổ chức Trung ương Đảng chuyển quyền quản lí Cá Sấu cho ban trị sự Chân Lí báo. Mikhayl Koltsov được cử làm tổng biên tập, Lazar Lagin là phó ban biên tập.
Từ đó, Cá Sấu bắt đầu tham gia các phong trào chính trị Liên Xô. Bên cạnh mảng phê bình tệ nạn xã hội quen thuộc, tờ báo cũng phản ánh thời sự chính trị hải nội lẫn hải ngoại, tất nhiên dưới hình thức khôi hài. Cuối thời Stalin, tờ báo thậm chí dính líu vấn đề kì thị người Do Thái do ảnh hưởng phong trào chống quốc tế chủ nghĩa.
Kể từ thập niên 1960, khi xã hội Liên Xô biến chuyển theo hướng ôn hòa hơn cũng những thịnh vượng nhất định do tình thế chính trị đem lại, Cá Sấu vươn lên trở thành cơ quan ngôn luận trọng yếu nhất ở mọi cấp độ sinh hoạt chính trị xã hội, vừa phê bình vừa minh diễn những thành tựu lớn nhất của Liên Xô. Cũng từ thời kì này, lượng ấn bản phát hành được của Cá Sấu không thua gì Chân Lí, có lúc lên tới 6,5 triệu tờ. Trên các phương tiện điện ảnh truyền hình thậm chí xuất hiện xu hướng kịch nghệ phim ảnh mới, gọi là Kinokrokodil (Кинокрокодил / Phim kịch trào phúng), với đặc thù tiết tấu nhanh, nội dung gây tiếng cười ròn rã.
| “                            | Nghe đâu, nhờ kế hoạch 5 năm, sẽ có nhiều cây cầu chất lượng tốt được xây mới. Phen này tha hồ nhàn ! По пятилетке, говорят, много хороших мостов построят. Вот будет лафа ! Mày dớ ! Chả hóa ra, theo kế hoạch 5 năm, đếch còn người vô gia cư nữa ! Чудак ! Ведь по пятилетке ни одного беспризорного не будет ! | ” |
| — Ivan Milyutin, Cá Sấu 1926 | |   |

Tựu trung, Liên bang Soviet là giai đoạn đỉnh thịnh của tạp chí Cá Sấu. Tờ báo góp phần lớn trong việc củng cố và phát huy văn nghệ Liên Xô, khiến cho sinh hoạt xã hội chủ nghĩa bớt cứng nhắc

### Nga
Bắt đầu từ thời kì cải tổ, khi phương thức quản lí truyền thông lỏng dần kèm xu hướng chuộng văn hóa Âu-Mĩ thịnh hành trong giới trẻ, Cá Sấu đánh mất độc quyền, phải nhường chỗ cho nhiều thói quen giải trí mới.
Đến thập niên 1990, khi Liên bang Soviet giải thể, tình hình tờ báo càng tệ hơn. Cá Sấu tuy vẫn do Chân Lí ấn hành, nhưng cả hai phải hoạt động dưới hình thức cơ quan truyền thông bán độc lập. Thiếu vốn và cả sự hỗ trợ pháp lí của chính quyền, Cá Sấu chỉ tồn tại lay lắt được đến năm 2000 thì đình bản.
Tháng 09 năm 2001, tờ báo kế tục Cá Sấu Mới (Новый Крокодил) được phát hành với hình ảnh chú cá sấu xanh trẻ trung vui nhộn, phần diễn họa cũng bổ trợ vi tính cho hiện đại hơn. Nhưng báo cũng chỉ tồn tại được đến tháng 08 năm 2004.
Tháng 08 năm 2005, Cá Sấu Mới tái xuất với tân tổng biên tập Sergey Mostovshchikov, được thêm cổ đông Dmitry Muratov của tờ Tân Báo đài thọ kinh phí. Tuy nhiên, đối tượng độc giả của Cá Sấu Mới được đánh giá là quá nhỏ hẹp và lỗi thời, cho nên vị thế báo không được như xưa nữa. Lượng phát hành giai đoạn này rất thấp, do đó, báo phải đình bản vĩnh viễn vào năm 2008.
Tháng 02 năm 2017, các thành viên cũ của Cá Sấu công bố ý tưởng cải cách và thử nghiệm một hình thức báo hoàn toàn khác.

## Nhân sự

### Tổng biên tập

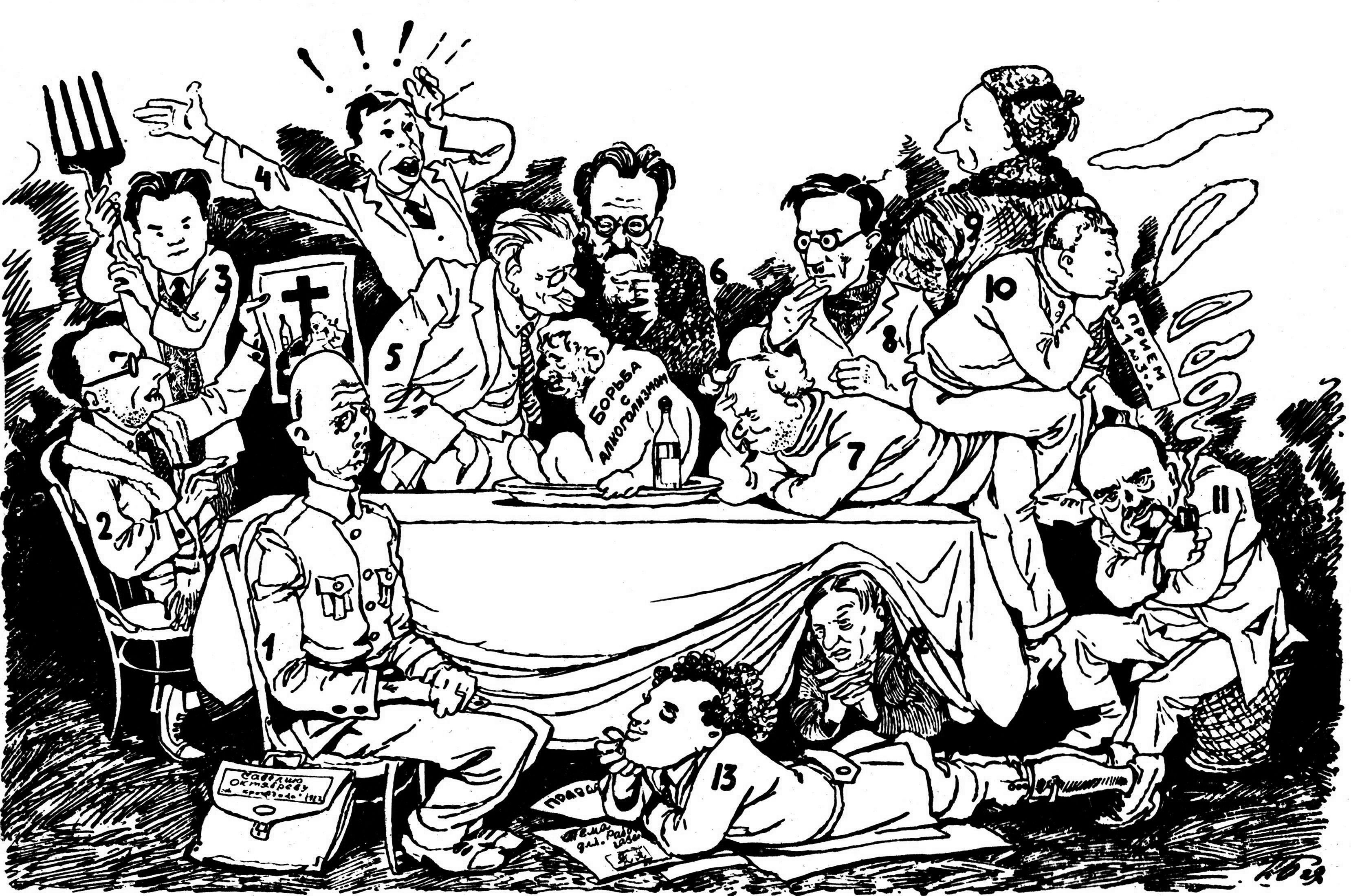
Tập thể sáng tác thân thiện (Коллективный дружеский шарж), chân dung ban biên tập của P. P. Belyanin năm 1929.

- Konstantin Yeremeyev (1922-3)
- Nikolay Smirnov (192-7)
- Konstantin Maltsev (1927-8)
- Feliks Kon (1928—1930)
- Nikolay Ivanov-Gramen (1928-30)
- Mikhayl Manuilsky (1930-4)
- Mikhayl Koltsov (1934-8)
- Yakov Rovinsky (1938-41)
- Lazar Lagin (1938-41)
- Grigory Ryklin (1941-8)
- Dmitry Belyayev (1948-53)
- Sergey Shvetsov (1953-8)
- Manuil Semyonov (1958-75)
- Yevgeny Dubrovin (1975-85)
- Aleksey Pyanov (1986-2000)
- Emil Bondarenko (2017-)

### Kí giả
- Vladimir Mayakovsky
- Valentin Katayev
- Mikhayl Zoshchenko
- Yason Gersamya
- Ilf và Petrov

### Họa sĩ
- Boris Yefimov
- Konstantin Rotov

## Ảnh hưởng
Theo văn sĩ Aleksandr Kabakov, do góp hiện diện trọng yếu trong văn hóa Liên Xô suốt mấy thập niên nên xã hội Soviet không tránh khỏi chịu sự chi phối của Cá Sấu về lời ăn tiếng nói và cả xu hướng giải trí. Thí dụ, khẩu ngữ phong cách thời thượng (Стиляги) là do các kí giả Cá Sấu đặt cho trào lưu ăn mặc giải trí thập niên 1960-70.

## Vinh danh
- Huân chương Cờ Đỏ